# کانچانا ۲
کانچانا ۲ (به تامیلی: Kanchana 2) فیلمی محصول سال ۲۰۱۵ و به کارگردانی راغوا لارنس است. در این فیلم بازیگرانی همچون راغوا لارنس، تاپسی پانو، نیتیا منن، کووای سارالا، سوهاسینی مانیراتنام ایفای نقش کرده‌اند.